# Cladocora
Cladocora Ehrenberg, 1834 è un genere di madrepore dalla incerta collocazione tassonomica, in passato attribuita alla famiglia Caryophylliidae.

## Tassonomia
Comprende le seguenti specie:
- Cladocora arbuscula Lesueur, 1881
- Cladocora caespitosa (Linnaeus, 1758)
- Cladocora debilis Milne-Edwards & Haime, 1849
- Cladocora pacifica Cairns, 1991